# 下谷警察署
下谷警察署（したやけいさつしょ）は、警視庁が管轄する警察署の一つである。第六方面本部所属。
台東区の北西部を管轄している。
署員数およそ200名、識別章所属表示はSB。車両の対空表示は「下」。
また、東京都及び国の設置する行政機関では数少ない「下谷」の名を遺す機関である。

## 所在地
東京都台東区下谷三丁目15番9号
最寄駅：東京メトロ日比谷線 入谷駅

## 管轄区域
台東区
- 下谷一・二・三丁目（全域）
- 根岸一・二・三・四・五丁目（全域）

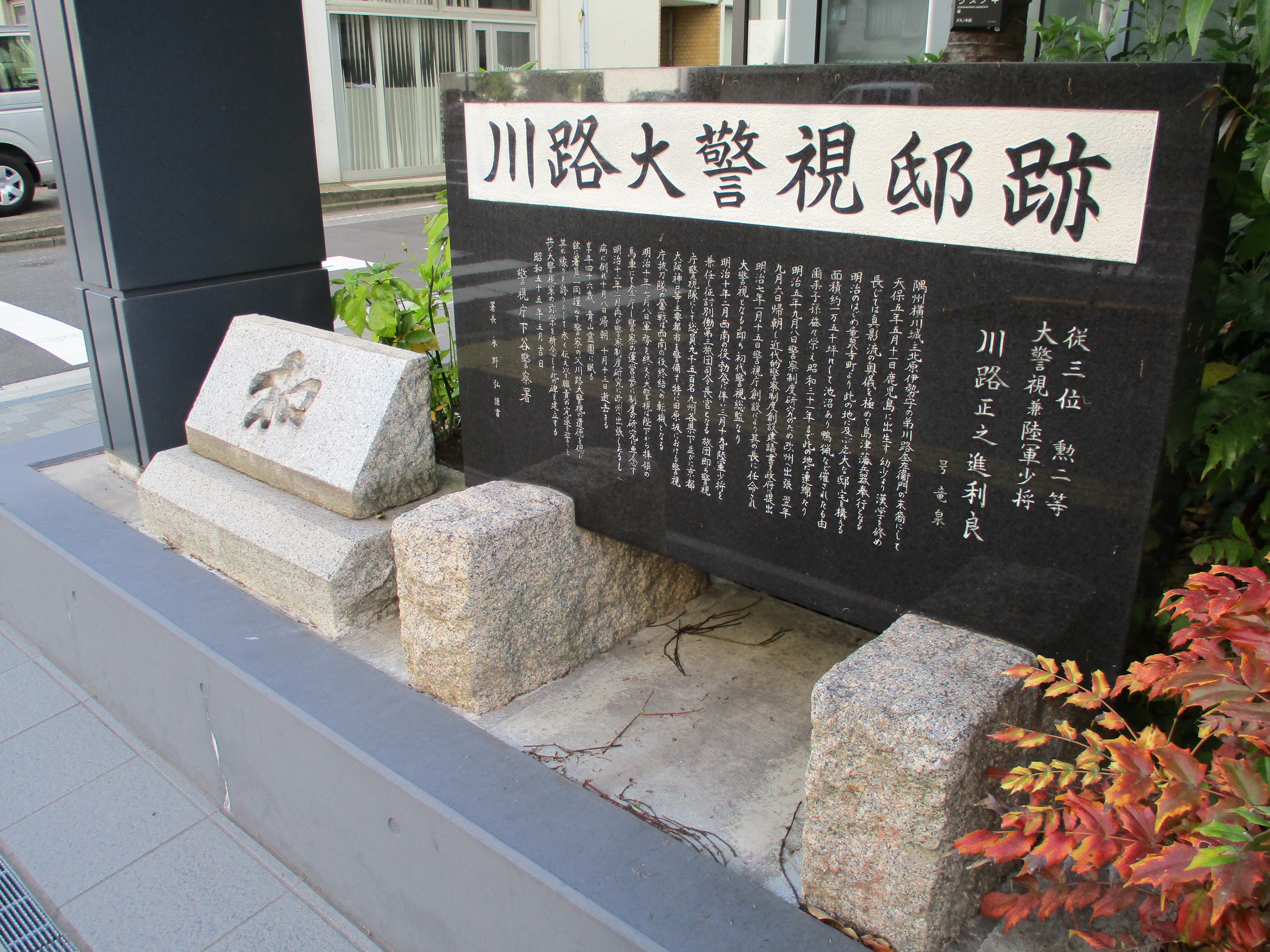
署の前にある、川路大警視邸跡

- 谷中一・二・三・四・五・六・七丁目（全域）
- 池之端三丁目の一部（4番の一部、5番）、四丁目（池之端一丁目は上野警察署と本富士警察署の管轄。池之端二丁目と前記以外の三丁目は上野警察署の管轄）
- 上野桜木一丁目（一部を除く）、二丁目（上野桜木一丁目の一部は上野警察署の管轄）
- 上野七丁目の一部（13番、15番の一部）（それ以外の上野は上野警察署の管轄）
- 北上野一・二丁目（全域）
- 松が谷三丁目の一部（10から23番）、四丁目（松が谷一・二丁目と、前記以外の松が谷三丁目は蔵前警察署の管轄）
- 入谷一・二丁目（全域）
- 千束二丁目の一部（33から36番）（それ以外の千束は浅草警察署の管轄）
- 竜泉一・二・三丁目（全域）
- 三ノ輪一・二丁目（全域）
- 日本堤二丁目の一部（36から39番）（それ以外の日本堤は浅草警察署の管轄）

## 沿革

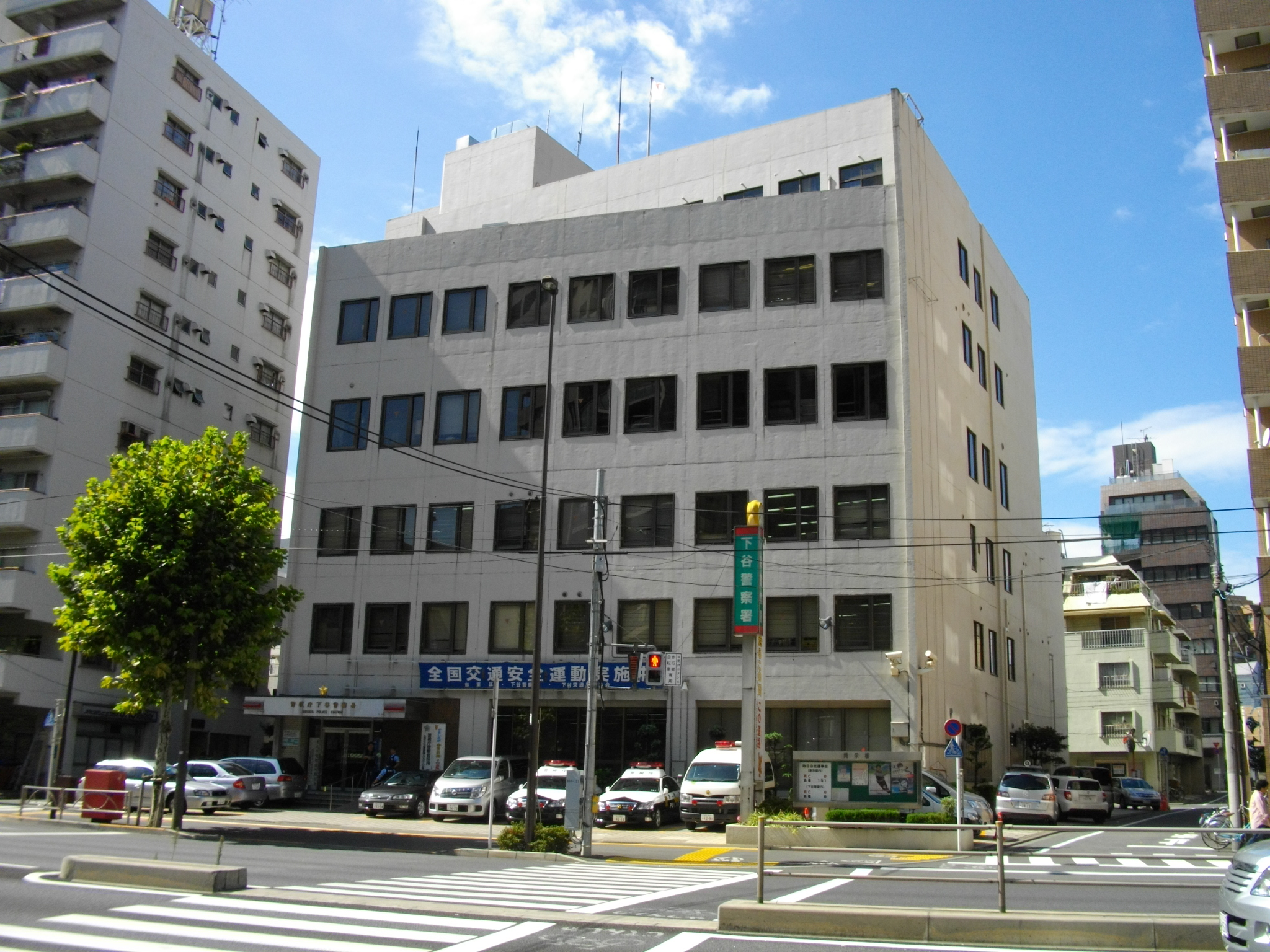
2012年まで使用していた前庁舎

- 1908年（明治41年）3月：下谷警察署（現：上野警察署）坂本分署（のち：坂本警察署）および谷中分署（のち：谷中警察署）開設。
- 1960年（昭和35年）4月1日：坂本警察署および谷中警察署統合。警視庁下谷北警察署開設。
- 1967年（昭和42年）3月15日 警視庁下谷警察署に改称。
- 2012年（平成24年）：老朽化に伴う庁舎建て替え工事のため、台東区北上野2丁目24番14号に仮移転。
- 2020年（令和2年）1月14日：新庁舎完成に伴い、台東区下谷3丁目15番9号に移転。

## 組織
- 警務課
- 交通課
- 警備課
- 地域課
- 刑事組織犯罪対策課
- 生活安全課

## 交番
- 入谷西交番（台東区北上野一丁目15番6号）
- 入谷東交番（台東区松が谷四丁目26番12号）
- 鶯谷駅前交番（台東区根岸一丁目9番8号）
- 初音交番（台東区谷中二丁目18番9号）
- 三ノ輪交番（台東区竜泉二丁目20番12号）
- 谷中交番（台東区上野桜木二丁目12番8号）

## 駐在所
- 天王寺駐在所（台東区谷中七丁目9番6号）

## 地域安全センター
- 清水坂地域安全センター（台東区上野公園9番83号）2007年（平成19年）4月1日に清水坂交番から転換。

## 出来事
- 2024年7月5日、下谷署刑事組織犯罪対策課の巡査長が、捜査で訪れた住宅から現金を盗んだ容疑で書類送検された。また懲戒免職処分となった。同巡査長には、同年3月15日、高齢者の死亡事案を担当した際に、屋内にあった現金20万円を盗んだ疑いがある。また、他にも同様の行為を2件行っていたという[1]。